# كمال الحيدري
كمال بن باقر بن حسن الحيدري (1956 - الآن)، هو مرجع شيعي عراقي معاصر مقيم الآن بمدينة قم الإيرانية. وهو من أعلام حركة إصلاح التراث الإسلامي اشتهر بمناظراته العقائدية مع المذاهب والفرق الأخرى عبر برامجه التلفزيونية كبرنامجي مطارحات في العقيدة والأطروحة المهدوية اللذين يبثان من قناة الكوثر الفضائية.

## نسبه وأسرته
هو السيد كمال بن السيّد باقر بن السيّد حسن بن السيّد عبد الله، المُلقب بـ «الحيدري»، ويرجع نسبه إلى زيد بن علي بن الحسين بن علي بن أبي طالب. له خمسة أخوان، وهم: «كاظم» تُوفي إثر مرض عضال، و«صالح» و«محمد» و«فاضل» أعدموا من قبل حزب البعث عام 1982م، والأخ الخامس «صاحب» تُوفي إثر مرض عام 1992م. كما أن له تسع أخوات، توفيت إحداهن سنة 2013م، فيما توفيت شقيقته الكبرى عام 2024م.
الحيدري متزوج، وله ولدين، وابنة واحدة.

## حياته في العراق

### ولادته ونشأته
وُلد كمال الحيدري في مدينة كربلاء بالعراق عام 1376هـ المُوافق لسنة 1956م، وهو سادس إخوته الذكور وأصغرهم، وكان والده أحد تجار القماش المعروفين في كربلاء. بدأ في دراسته الاكاديمية برعاية من والده، إذ أتم فيها المرحلة الابتدائية وعمره 12 عامًا بسبب ذكائه وتفوقه، فانتقل إلى المرحلة المتوسطة مباشرةً، وكان يذهب حينها إلى مجالس تحفيظ القرآن الكريم، ويَذكر الحيدري أن الأُستاذ كان يَعتمِدُ عليه في ظل غيابه بسبب إلمامه بأصول التلاوة والتجويد. كما تأثر بالأجواء الدينية آنذاك، فكان يحضر مجالس الوعظ والإرشاد الديني التي كان يقيمها عدد من الخطاء المعروفين، مثل أحمد الوائلي، ومحمد علي اليعقوبي.
وكانت رغبة عائلته في أن يكون مُهندسًا أو طبيبًا، إلا أنه كان يميل إلى الدراسة الحوزوية، فبعد انتقاله إلى المرحلة الثانوية عمد إلى عدم الاهتمام في الدراسة، فحصل على معدل لا يؤهله للقبول في أي كلية، وذلك تمهيدًا للدراسة الحوزوية. يقُول الحيدري: «كانت الرغبة عند الوالد والأهل في أن أكون طبيبًا أو مهندسًا، فكان لابدّ لي من اختيار الفرع العلمي لأُحقّق رغباتهم، فبدأت السنة الدراسيّة وأنا في حيرة من أمري؛ هل أحقّق ما تصبو إليه نفسي وما أُريد لها، أم أحقّق رغبة العائلة؟ وبقيت فترة في حيرة من أمري إلاّ أنّني أخيرًا قرّرت أن اختار لنفسي الطريق الذي اقتنعت به وهو النهج الحوزوي من دون أن أُشعر أحدًا بذلك ومن دون أن أُخبر الوالد والأهل بما سأحقّقه وما أنجزه ....».
كانت كتب محمد جواد مغنية من أوائل ما اطلع عليه الحيدري، وربطته به علاقة جيّدة، فكان يزوره كلما حَلّ ضيفًا بكربلاء، كما كان كثير الاطلاع على الكتب والمجلات العلمية التي كانت تصدر في تلك الفترة. بعد إتمامه لدروس التجويد، اتجه إلى دراسة تفسير القرآن الكريم في مدرسة البادكوبة العلمية الواقعة في زقاق الداماد، وقد هُدمت فيما بعد من قبل نظام البعث عام 1980م.

## أساتذته
من اساتذته
- أبو القاسم الموسوي الخوئي [5]
- محمد باقر الصدر [5]
- محمد تقي الحكيم.
- حسين وحيد الخراساني.[6]
- جواد التبريزي.[6]
- علي الغروي.
- عبد الصاحب الحكيم [7]
- محمد تقي مصباح اليزدي.
- عبد الله الجوادي الآملي.
- حسن حسن زاده الآملي.
- نصر الله المستنبط.
- عباس القوجاني.
- حسين العيثان.
- مسلم الحلي.

## المؤلفات والكتب

### كتب قرآنية
1. صيانة القرآن من التحريف
2. تأويل القرآن [8]
3. منطق فهم القرآن ـ الأسس المنهجية للتفسير والتأويل في ضوء آية الكرسي (3 أجزاء)
4. اللباب في تفسير الكتاب
5. الإعجاز بين النظرية والتطبيق
6. التقوى في القرآن
7. يوسف الصديق
8. المنهج التفسيري عند العلامة الحيدري
9. أصول التفسير والتأويل (جزءان)

## كتب عقائدية
1. علم الإمام، بحوث في حقيقة ومراتب علم الأئمة المعصومين
2. معالم الإسلام الأموي ـ من القدح في العترة النبوية الطاهرة إلى استباحتها
3. الـتـوحـيـد ( جزءان )
4. دروس في التوحيد
5. بحوث في العقيدة (جزءان)
6. المعاد رؤية قرآنيّة (جزءان)
7. الولاية التكوينية حقيقتها ومظاهرها [9]
8. فلسفة الدين
9. الراسخون في العلم
10. مفهوم الشفاعة في القرآن
11. في ظلال العقيدة والأخلاق
12. التفقه في الدين
13. فقه العقيدة، بحوث في أصول الإيمان وفروعه
14. الشفاعة
15. العصمة – بحث تحليلي في ضوء المنهج القرآني
16. المعاد ـ رؤية قرآنية (جزءان)
17. الاسم الأعظم حقيقته ومظاهره
18. الغلوّ حقيقته وأقسامه
19. البداء وكيفية وقوعه في العلم الإلهي
20. القضاء والقدر وإشكالية تعطيل الفعل الإنساني
21. السلطة وصناعة الوضع والتأويل
22. التوحيد عند الشيخ ابن تيمية
23. بحث حول الإمامة

## كتب فلسفية
1. فلسفة صدر المتألهين، قراءة في مرتكزات الحكمة المتعالية
2. كتاب المعاد
3. العقل والعاقل والمعقول
4. الفلسفة (جزءان)
5. مدخل إلى منهاج المعرفة عند الإسلاميين
6. الـمـذهـب الـذاتي
7. بحوث في علم النفس الفلسفي
8. شرح نهاية الحكمة الإلهيّات بالمعنى الأخصّ (جزءان)
9. دروس في الحكمة المتعالية (جزءان)
10. شرح كتاب المنطق (خمسة أجزاء) [10]
11. شرح بداية الحكمة (جزءان)
12. المُثلُ الألهيّة، بحوث تحليلة في نظرية افلاطون

## كتب دينية
1. لا ضرر ولا ضرار
2. المنهج الفقهي عند العلامة الحيدري ـ فقه المسائل المحرمة نموذجاً ـ
3. منكر الضروري حقيقته شروطه حكمه
4. موارد وجوب الزكاة والخلاف في تحديدها
5. منتخب مناسك الحج والعمرة
6. معالم التجديد الفقهي
7. كتاب الزكاة
8. مختارات من أحكام النساء
9. منتخب مناسك الحج والعمرة
10. مناسك الحج
11. الفتاوى الفقهية - العبادات (جزءان)
12. الفتاوى الفقهية - المعاملات
13. كتاب بحوث في فقه عقد البيع
14. خمس أرباح المكاسب
15. كتاب (كليات فقه المكاسب المحرمة) [11]

## الكتب الأصولية
1. الـظـنّ، دراسة في حجيته وأقسامه وأحكامه.
2. شرح الحلقة الأولى
3. شرح الحلقة الثالثة (جزءان)
4. شرح الحلقة الثالثة للسيد محمد باقر الصدر
5. شرح الحلقة الثانية للسيد محمد باقر الصدر(أربعة أجزاء)
6. الـقـطـع
7. الثابت والمتغيّر في المعرفة الدينيّة [12]

## الكتب الأخلاقية
1. مقدمة في علم الأخلاق
2. التّوبة حقيقتها وشروطها وآثارها
3. التربية الروحية
4. إبداعات العلامة الحيدري في المنهج والتوحيد والإمامة
5. أولويات منهجية في فهم المعارف الدينية
6. الدعـاء إشـراقاته ومعطياته [13]

## الكتب العرفانية
1. معرفة الله (جزءان)
2. من الخلق إلى الحقّ
3. العرفان الشيعي [14]

## قراءة في السيرة والمنهج
1. كمال الحيدري قراءة في السيرة والمنهج [15]

## الانتقاد الشيعي
تعرّض كمال الحيدري لبعض الانتقادات من الشيعة، وانتقد من بعض أتباع المدرسة التفكيكية التي تقابل المدرسة الفلسفية التي ينتمي إليها الحيدري.
ومن أبرز من انتقدوا الحيدري؛ رجل الدين العراقي عبد الكريم العقيلي الذي خصص محاضرات انتقد فيها كتاب التوحيد الذي ألفه الحيدري، ودُوّن هذا الكتاب وطبع بعنوان نقد علمي لكتاب التوحيد.. بحوث في مراتبه ومعطياته. وقد قام بتدوين الكتاب وتقريره الكاتب الكويتي أحمد مصطفى يعقوب، وقد قال العقيلي في مقدمة هذا الكتاب:  ”رأيت كتاب التوحيد للسيّد كمال الحيدري حفظه الله مقرراً أبحاث ما فيه أحد تلامذته ومتابعيه، فوجدتُ فيه تناقضاً بيّناً تارةً، واضطراباً في بيانه تارةً أخرى..“., وقد تم انتقاده من قبل محسن الأراكي فقال عنه : كلّ الدلائل والشواهد تدلّ على أنّ هذا الرجل انزلق في مصيدة الاستخبارات الاستكباريّة والثالوث الطغيانيّ المجرم الوهّابيّ الصهيونيّ الغربيّ.

### الشريط المسجل
ظهر شريط مسجل يتكلم فيه كمال الحيدري وينتقد المراجع الدينية الشيعية لتقصيرهم في تحمل مسؤولياتهم ولكن كمال الحيدري نفى ذلك وقال بأن الشريط مزور وفيه تقديم وتأخير وأنه يحترم المرجعيات الدينية وإن كان يختلف معهم في بعض وجهات النظر.
وفي خضم هذا السياق قام جملة من الباحثين بإصدار كتاب يعرض وجهة نظر كمال الحيدري حول المرجعية الدينية، واسم الكتاب هو (مشروع المرجعية الدينية وآفاق المستقبل، عند كمال الحيدري)

## روابط خارجية ذات صلة
- محاضرات كمال الحيدري (من إسلام الحديث إلى إسلام القرآن)